# أمازيغية صنهاجة
أمازيغية صنهاجة أو كما تطلق عليها الساكنة المحلية (الشلحة)، هي لهجة أمازيغية من لهجات شمال المغرب.
رغم كونها متداولة في منطقة ينتشر بها التنوع الزناتي، إلا أن أمازيغية صنهاجة أقرب للتنوعات الأمازيغية المتبقية بالمغرب منها إلى الأمازيغية الزناتية. وقد أثرت أمازيغية صنهاجة في التنوع الزناتي وتأثرت هي بدورها، فونولوجيا ومعجميا.

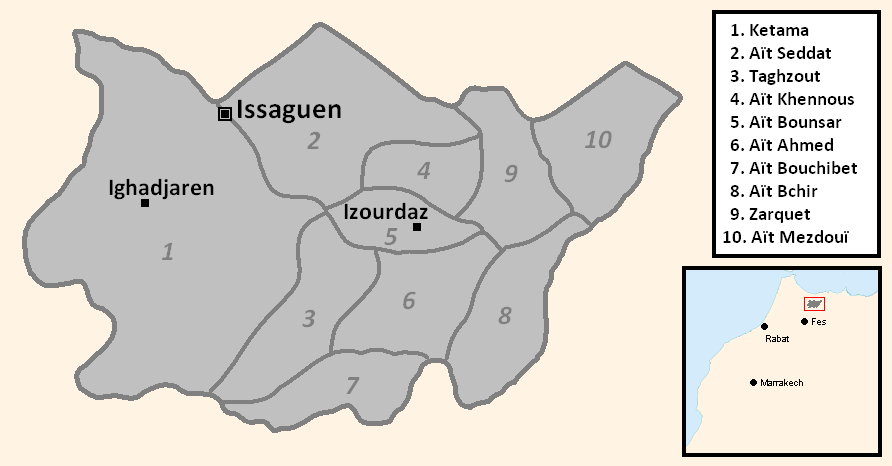
خريطة للمناطق الناطقة بأمازيغية صنهاجة في كل القبائل ماعدا قبيلة كتامة.